# Leptoperilissus orator
Leptoperilissus orator är en stekelart som beskrevs av Aubert och Shaumar 1978. Leptoperilissus orator ingår i släktet Leptoperilissus och familjen brokparasitsteklar. Inga underarter finns listade i Catalogue of Life.